# Malin Dahlström
Malin Dahlström, född 26 augusti 1989, är en svensk stavhoppare som bland annat varit med i friidrotts-VM 2011 i Korea, samt i Finnkampen flera gånger. Hon tävlar nationellt för Örgryte IS och har tidigare tävlat för Ullevi FK och Göteborgs KIK.

## Karriär
Vid U23-EM i Kaunas, Litauen år 2009 kom Malin Dahlström åtta med 4,15.
I början på mars 2011 tävlade hon vid inomhus-EM i Paris men slogs ut i kvalet, på resultat 4,35. Hon deltog i juli 2011 vid U23-EM i Ostrava, Tjeckien och tog sig vidare från kvalet med 4,15 varefter hon i finalen hoppade 4,25 och tog en fin femteplats.
Vid VM i Daegu i Sydkorea i augusti år 2011 slogs hon ut i kvalet efter att ha klarat 4,25. Det krävdes 4,50 för att gå till final.
Vid Europamästerskapen 2012 i Helsingfors blev hon utslagen i kvalet med 3,95. Även vid Inomhus-EM i Göteborg 2013 deltog hon men slogs ut i kvalet med höjden 4,16. 2015 deltog hon vid inomhus-EM i Prag men slogs ut i kvalet trots säsongsbästa 4,45. Hon deltog även vid VM 2015 i Peking men slogs även den gången ut i kvalet, detta efter att ha hoppat 4,15.
Malin Dahlström fick utomhussäsongen 2016 totalt förstörd av skador.
I februari 2022 vid inomhus-SM tog Dahlström brons i stavhopp, vilket var hennes första SM-medalj på sju år.
Dahlström utsågs 2014 till Stor grabb nummer 531 i friidrott.

## Säsongsbästa i stavhopp[28]
| Utomhus - 2009: 4,16 (Helsingborg 11 juli 2009) - 2010: 4,20 (Karlskrona 18 juli 2010) - 2011: 4,36 (Göteborg 11 juni 2011) - 2012: 4,50 (Rottach-Egern, Tyskland 7 juli 2012) - 2013: 4,37 (Köpenhamn, Danmark 1 augusti 2013) - 2014: - - 2015: 4,55 (Rottach-Egern, Tyskland 10 juli 2015) - 2016: 4,40 (Chula Vista, Kalifornien USA 21 april 2016) - 2017: 4,23 (Göteborg 2 juli 2017) - 2018: 4,15 (Göteborg 1 juli 2018) - 2019: 3,95 (Göteborg 30 juni 2019) - 2020: 4,01 (Norrköping 1 augusti 2020) - 2021: 3,92 (Mölndal 12 juni 2021) | Inomhus - 2009: - - 2010: 4,25 (Sätra 27 februari 2010) - 2011: 4,50 (Potsdam, Tyskland 18 februari 2011) - 2012: 4,23 (Örebro 18 februari 2012) - 2013: 4,35 (Växjö 9 februari 2013) - 2014: 4,52 (Dresden, Tyskland 31 januari 2014) - 2015: 4,45 (Prag, Tjeckien 6 mars 2015) - 2016: - - 2017: 4,12 (Växjö 25 februari 2017) - 2018: 4,00 (Gävle 17 februari 2018) - 2019: 3,98 (Norrköping 16 februari 2019) - 2020: 4,00 (Malmö 8 februari 2020) - 2021: 3,91 (Malmö 20 februari 2021) |

## Personliga rekord
| Utomhus - Stavhopp – 4,55 (Rottach-Egern, Tyskland 11 juli 2015) - Längdhopp – 5,80 (Stockholm 31 augusti 2010) - Längdhopp – 5,86 (medvind) (Malmö 3 augusti 2009) | Inomhus - Stavhopp – 4,52 (Dresden, Tyskland 31 januari 2014) |

### Fotnoter
1. ↑  ”Stora SM 2010, dag 3”. trackandfield.se. Arkiverad från originalet den 29 september 2013. https://web.archive.org/web/20130928222318/http://www.trackandfield.se/resultat/2010/100821.htm. Läst 2 september 2013.
2. ↑  ”Stora SM 2011, dag 3” (htm). trackandfield.se. Arkiverad från originalet den 14 oktober 2012. https://web.archive.org/web/20121014231747/http://www.trackandfield.se/resultat/2011/110813.htm. Läst 17 april 2013.
3. ↑  ”Stora SM 2012, dag 1”. swedishtiming.se. Arkiverad från originalet den 7 mars 2016. https://web.archive.org/web/20160307130244/http://www.swedishtiming.se/resultat/120824.htm. Läst 16 april 2013.
4. ↑  ”Stora SM 2013, dag 3”. trackandfield.se. Arkiverad från originalet den 3 september 2013. https://web.archive.org/web/20130903075045/http://www.trackandfield.se/resultat/2013/130831.htm. Läst 2 september 2013.
5. ↑  ”Stora inne-SM 2009 dag 1, resultat”. ism2009.se. Arkiverad från originalet den 11 augusti 2010. https://web.archive.org/web/20100811153235/http://www.ism2009.se/filer/resultat_dag1.html. Läst 17 juli 2012.
6. ↑  ”Stora inne-SM 2010 dag 1, resultat”. friidrott.stockholm.se. http://www.friidrott.stockholm.se/ISM2010/Page.asp?PageIdentifier=RESLORDAG. Läst 19 juli 2012.
7. ↑  ”Stora inne-SM 2011 dag 2, resultat”. trackandfield.se. Arkiverad från originalet den 4 mars 2016. https://web.archive.org/web/20160304224608/http://www.trackandfield.se/resultat/2011/110227.htm. Läst 19 juli 2012.
8. ↑  ”Stora inne-SM 2012, resultat”. trackandfield.se. Arkiverad från originalet den 4 mars 2016. https://web.archive.org/web/20160304224853/http://www.trackandfield.se/Resultat/2012/120218_19.htm. Läst 19 juli 2012.
9. ↑  ”Stora inne-SM 2013, resultat”. trackandfield.se. Arkiverad från originalet den 20 februari 2013. https://web.archive.org/web/20130220083140/http://www.trackandfield.se/Resultat/2013/130215.htm. Läst 18 februari 2013.
10. ↑  ”Stora inne-SM 2014 dag 2, resultat”. trackandfield.se. Arkiverad från originalet den 4 mars 2016. https://web.archive.org/web/20160304223712/http://www.trackandfield.se/resultat/2014/140223.htm. Läst 29 januari 2015.
11. ↑  ”Stora inne-SM 2015, resultat”. archive.is. Arkiverad från originalet den 22 februari 2015. https://archive.is/20150222161525/http://livetiming.se/track/ism15/. Läst 29 mars 2015.
12. 1 2 3 4 5  ”Personsida på European Athletics' webbplats” (på engelska). european-athletics.org. https://www.european-athletics.com/historical-data/athletes/sweden/malin-dahlstrom-014301788. Läst 23 oktober 2018.
13. ↑  ”Malin Dahlström Friidrottsstatistik”. friidrottsstatistik.se. https://www.friidrottsstatistik.se/atswe.php?Gender=2&ID=48333. Läst 29 mars 2022.
14. ↑  ”European Athletics U23 Championships - Kaunas 2009” (på engelska). european-athletics.org. http://www.european-athletics.org/competitions/european-athletics-u23-championships/history/year=2009/results/index.html#. Läst 20 oktober 2017.
15. ↑  ”JEM22 3: Vilken utdelning! Fem poängplatser av sex”. friidrott.se. 18 juli 2009. Arkiverad från originalet den 21 oktober 2017. https://web.archive.org/web/20171021215737/http://www.friidrott.se/nyheter.aspx?id=9918. Läst 21 oktober 2017.
16. ↑  ”European Athletics Indoor Championships - Paris 2011” (på engelska). european-athletics.org. http://www.european-athletics.org/competitions/european-athletics-indoor-championships/history/year=2011/results/index.html#. Läst 25 augusti 2017.
17. ↑  ”European Athletics U23 Championships - Ostrava 2011” (på engelska). european-athletics.org. http://www.european-athletics.org/competitions/european-athletics-u23-championships/history/year=2011/results/index.html. Läst 19 oktober 2017.
18. ↑  ”Pole Vault Women - 13th IAAF World Championships In Athletics Daegu (DS) Korea 27 Aug 2011 - 04 Sep 2011” (på engelska). iaaf.org. https://www.iaaf.org/competitions/iaaf-world-championships/13th-iaaf-world-championships-in-athletics-4147/results/women/pole-vault/qualification/result. Läst 12 januari 2017.
19. ↑  ”European Athletics Championships - Helsinki 2012” (på engelska). european-athletics.org. http://www.european-athletics.org/competitions/european-athletics-championships/history/year=2012/results/index.html. Läst 2 april 2017.
20. ↑  ”European Athletics Indoor Championships - Göteborg 2013” (på engelska). european-athletics.org. http://www.european-athletics.org/competitions/european-athletics-indoor-championships/history/year=2013/results/index.html. Läst 26 augusti 2017.
21. ↑  ”European Athletics Indoor Championships - Prague 2015” (på engelska). european-athletics.org. http://www.european-athletics.org/competitions/european-athletics-indoor-championships/history/year=2015/results/index.html. Läst 23 augusti 2017.
22. ↑  ”Discus Throw Men 15th IAAF World Championships Beijing (National Stadium), PR of China 22 Aug 2015 - 30 Aug 2015” (på engelska). iaaf.org. https://www.iaaf.org/results/iaaf-world-championships-in-athletics/2015/15th-iaaf-world-championships-4875/men/discus-throw/final/result. Läst 6 mars 2017.
23. ↑  Fridell, Magnus (15 oktober 2016). ”Efter förstörda sommaren - Malin Dahlström tillbaka i träning”. friidrott.se. Arkiverad från originalet den 22 augusti 2017. https://web.archive.org/web/20170822222102/http://www.friidrott.se/nyheter.aspx?id=20156. Läst 23 augusti 2017.
24. ↑  ”Fyrklöver Svenska mästare i Växjö!”. friidrott.se. 1 mars 2022. http://oisfriidrott.se/fyrklover-svenska-mastare-i-vaxjo/. Läst 29 mars 2022.
25. ↑  ”Systrarna Jönsson tampades om guldet”. friidrott.se. 27 februari 2022. Arkiverad från originalet den 29 november 2022. https://web.archive.org/web/20221129153920/https://www.friidrott.se/Nyheter/allmannanyheter/2022/Februari/systrarnajonssontampadesomguldet. Läst 29 mars 2022.
26. ↑  ”Stora grabbars märke”. friidrott.se. Arkiverad från originalet den 31 mars 2016. https://web.archive.org/web/20160331202525/http://www.friidrott.se/historik/storagrabbar.aspx. Läst 24 januari 2017.
27. ↑  ”Stora Grabbar personpresentation”. storagrabbar.se. http://www.storagrabbar.se/grabbar_11.html. Läst 24 januari 2017.
28. 1 2 3 4 5  ”Personsida hos World Athletics” (på engelska). worldathletics.org. https://www.worldathletics.org/athletes/sweden/malin-dahlstrom-14301788. Läst 23 oktober 2018.